# Независимость (теория вероятностей)

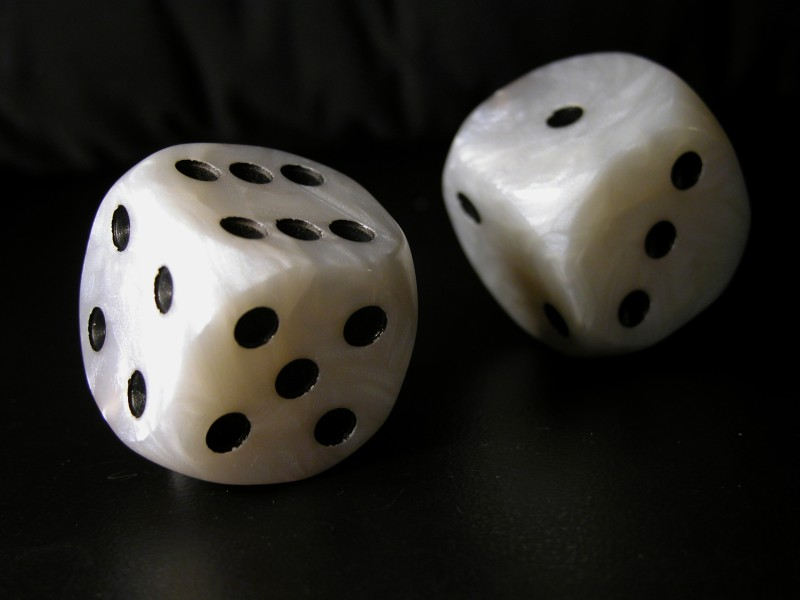
Выпадение очков на костях — независимые события

В теории вероятностей два случайных события называются независимыми, если наступление одного из них не изменяет вероятность наступления другого. Аналогично, две случайные величины называют независимыми, если закон распределения одной из них не зависит от того, какие значения принимает другая случайная величина.

## Независимые события
Определение 1. Два события {\displaystyle A} и {\displaystyle B} независимы, если появление события {\displaystyle A} не меняет вероятности появления события {\displaystyle B}.
В том случае, если вероятность одного события, скажем {\displaystyle B}, ненулевая, то есть {\displaystyle \mathbb {P} (B)>0}, определение независимости эквивалентно:
{\displaystyle \mathbb {P} (A\mid B)=\mathbb {P} (A),}
то есть условная вероятность события {\displaystyle A} при условии {\displaystyle B} равна безусловной вероятности события {\displaystyle A}.
Определение 2. События называются независимыми, если совместная вероятность этих событий равна произведению вероятностей этих событий, то есть
{\displaystyle \mathbb {P} (AB)=\mathbb {P} (A)\cdot \mathbb {P} (B).}
Несколько событий называются попарно независимыми, если независимы каждые два из них.
Определение 3. События {\displaystyle A_{1},A_{2},...,A_{N}} называются независимыми в совокупности, если верно утверждение:
{\displaystyle \mathbb {P} (A_{1}A_{2}...A_{N})=\mathbb {P} (A_{1})\cdot \mathbb {P} (A_{2})...\mathbb {P} (A_{N}).}
Независимость в совокупности влечёт попарную независимость. Обратное, в общем случае, неверно.

## Независимые случайные величины
- Пусть {\displaystyle \mathbb {P} ^{X,\;Y}} — распределение случайного вектора {\displaystyle (X,\;Y)}, {\displaystyle \mathbb {P} ^{X}} — распределение {\displaystyle X} и {\displaystyle \mathbb {P} ^{Y}} — распределение {\displaystyle Y}. Тогда {\displaystyle X,\;Y} независимы тогда и только тогда, когда

{\displaystyle \mathbb {P} ^{X,\;Y}=\mathbb {P} ^{X}\otimes \mathbb {P} ^{Y},}
где {\displaystyle \otimes } обозначает (прямое) произведение мер.
- Пусть {\displaystyle F_{X,\;Y},\;F_{X},\;F_{Y}} — функции распределения {\displaystyle (X,\;Y),\;X,\;Y} соответственно. Тогда {\displaystyle X,\;Y} независимы тогда и только тогда, когда[2]

{\displaystyle F_{X,\;Y}(x,\;y)=F_{X}(x)\cdot F_{Y}(y).}
- Пусть случайные величины {\displaystyle X,\;Y} дискретны. Тогда они независимы тогда и только тогда, когда

{\displaystyle \mathbb {P} (X=i,\;Y=j)=\mathbb {P} (X=i)\cdot \mathbb {P} (Y=j).}
- Пусть случайные величины {\displaystyle X,\;Y} непрерывны, то есть их совместное распределение имеет плотность {\displaystyle f_{X,\;Y}(x,\;y)}. Тогда они независимы тогда и только тогда, когда[2]

{\displaystyle f_{X,\;Y}(x,\;y)=f_{X}(x)\cdot f_{Y}(y),\;\forall (x,\;y)\in \mathbb {R} ^{2}},
где {\displaystyle f_{X}(x),\;f_{Y}(y)} — плотности вероятности случайных величин {\displaystyle X} и {\displaystyle Y} соответственно.
- Пусть случайные величины {\displaystyle X,\;Y} — независимы. Тогда они не являются коррелированными.
- Любой набор независимых в совокупности случайных величин является попарно независимым, но не все попарно независимые наборы являются независимыми в совокупности. Последнее демонстрирует пример с подбрасыванием монетки, приведённый С. Н. Бернштейном.